# شهرك درجتان ابراهيمي (أيسين)
شهرك درجتان ابراهيمي (بالفارسية: شهرک درجتان ابراهیمی) هي قرية تقع في إيران في قسم أيسين الريفي. يقدر عدد سكانها بـ 79 نسمة بحسب إحصاء 2016.